# Лашевич Михайло Михайлович
Михайло Михайлович Лашевич (Мойсей Гаскович) (1884, місто Одеса — 30 серпня 1928, місто Харбін, тепер Китай) — радянський військовий діяч, активний діяч «лівої опозиції». Член Установчих зборів Російської республіки в 1917 році. Член ВЦВК. Член ЦК РКП(б) у 1918—1919 та 1923—1925 роках. Кандидат у члени ЦК ВКП(б) у 1925—1926 роках.

## Життєпис
Народився в єврейській купецькій родині, батько був хутровим майстром. Навчався в Одеській гімназії, був членом нелегальних учнівських гуртків, виключений із восьмого класу гімназії за революційну пропаганду. Закінчив Одеське технічне училище «Праця». Після закінчення училища працював в одеському відділенні банку «Ліонський кредит». 
Спочатку приєднався до сіоністської організації, а наприкінці 1901 року вступив до РСДРП. Член РСДРП(б) з 1903 року.
Брав активну участь у революційній діяльності, з 1904 до січня 1905 року був організатором РСДРП Дальницького і Пересипського районів Одеси. З січня по жовтень 1905 року перебував у в'язниці в Одесі. З жовтня по грудень 1905 року — член комітету РСДРП в Одесі. У грудні 1905 року знову заарештований і до 1906 року перебував в Одеській в'язниці.
У 1906 році був членом комітетів РСДРП у Миколаєві та Катеринославі. У грудні 1906 року заарештований, до 1909 року перебував на засланні у Вологодській губернії (Яренськ, Кадников, Вологда). У 1909 році — член Санкт-Петербурзького комітету РСДРП. У 1909 році заарештований, до грудня 1910 року перебував у в'язниці. З грудня 1910 по травень 1915 року — на засланні в Наримському краї, був головою осередку РСЛРП засланих політв'язнів. У 1916 році спробував втекти із заслання, але був заарештований.
У 1915 році, під час Першої світової війни, мобілізований до російської імператорської армії. Брав участь у бойових діях, двічі був поранений, дослужився до старшого унтерофіцера батальйону, вів революційну пропаганду серед солдатів. З 1916 до 1917 року лікувався у військовому госпіталі в Москві.
Після Лютневої революції з лютого до березня 1917 року був членом Московської ради та членом Московського комітету РСДРП(б). Рішенням Бюро ЦК РСДРП 17 березня 1917 року направлений до Петрограда. Обраний членом і секретарем Петроградського комітету РСДРП(б) та членом Петроградської ради, в якій пізніше став секретарем і головою більшовицької солдацької фракції. Активний учасник жовтневого збройного перевороту 1917 року, член Петроградського військово-революційного комітету. 24 жовтня 1917 року за дорученням ЦК РСДРП(б) Г. Благонравов та Лашевич організували у Петропавлівській фортеці запасний штаб із керівництва збройним повстанням. Лашевич був призначений комісаром військово-революційного комітету в Кексгольмський гвардійський резервний полк, у ніч на 25 жовтня 1917 року керував загоном солдатів і матросів під час захоплення телеграфу, пошти, держбанку, Павлівського військового училища.
Делегат II Всеросійського з'їзду рад від Петроградської ради, був обраний на з'їзді членом ВЦВК. Член виконавчого комітету Петроградської ради робітничих і селянських депутатів з жовтня 1917 до липня 1918 року. 21—23 листопада 1917 року брав участь у роботі Надзвичайного з'їзду армій Південно-Західного фронту в Бердичеві як член більшовицької фракції. У листопаді — грудні 1917 року — комісар Південно-Західного фронту. Потім за дорученням Якова Свердлова брав участь у низці армійських з'їздів як представник ЦК РСДРП(б). У 1917 році обраний до Установчих зборів від Псковського та Південно-Західного фронту округів.
З грудня 1917 року — член Президії ВЦВК. З січня до березня 1918 року — комісар продовольства Петроградської ради. У лютому — березні 1918 року — член Комітету революційної оборони Петрограда і член надзвичайного штабу Петроградського військового округу. У березні 1918 року — член Петроградського бюро ЦК РКП(б).
З 11 березня до 29 квітня 1918 року — комісар продовольства РНК Петроградської трудової комуни. З квітня до липня 1918 року — 2-й комісар із військових справ РНК Спілки комун Північної області в Петрограді. З квітня до липня 1918 року — політичний комісар Північної ділянки загонів завіси.
У липні 1918 року був комендантом Кремля в Москві. З 5 до 7 серпня 1918 року — начальник штабу 3-ї армії. 7 серпня — 29 листопада 1918 року — член РВР 3-ї армії Східного фронту, а з 30 листопада 1918 до 5 березня 1919 року — командувач 3-ї армії. З 23 березня до 16 серпня 1919 року — член РВР Східного фронту. Член Реввійськради та командувач внутрішнього фронту Південного фронту з 11 серпня до 19 жовтня 1919 року. 23 жовтня 1919 — 31 серпня 1920 року — член РВР 7-ї армії Західного фронту, а з 30 липня до 25 серпня 1920 року тимчасово виконував обов'язки командувача 7-ї армії. Одночасно, з 5 липня до серпня 1920 року — член Бюро та завідувач військового відділу Петроградського міського комітету РКП(б). 29 серпня — 30 листопада 1920 року — член РВР 15-ї армії. У 1920 році — член РВР Західного фронту.
З грудня 1920 до 1921 року працював заступником голови Петроградської ради. У листопаді 1920 — червні 1921 року — голова Петроградської губернської економічної наради. У липні — вересні 1921 року — комендант Петроградського укріпленого району.
У грудні 1921 — жовтні 1923 року — член РВР військ Сибіру. З 6 січня до червня 1922 року — член Сибірського революційного комітету. У січні 1922 — жовтні 1923 року — член РВР Західно-Сибірського військового округу. З квітня 1922 до листопада 1925 року — член Сибірського бюро ЦК РКП(б). У червні — серпні 1922 року — заступник голови Сибірського революційного комітету. 14 серпня 1922 — січень 1926 року — голова Сибірського революційного комітету. Одночасно, з 8 лютого до 6 листопада 1925 року — командувач військ Сибірського військового округу.
З 6 листопада 1925 до 27 липня 1926 року — 1-й заступник народного комісара з військових та морських справ СРСР, 1-й заступник голови Реввійськради СРСР, член Президії ВРНГ СРСР.
Був прихильником Григорія Зінов'єва, з 1925 року належав до «нової» («ленінградської»), а з 1926 року — до «об'єднаної опозиції». У 1926 році взяв участь у нелегальних зборах опозиції у підмосковному лісі. На Липневому пленумі ЦК ВКП(б) 1926 року Лашевич був виключений зі складу кандидатів у члени ЦК ВКП(б) та знятий з посади 1-го заступника голови Реввійськради.
У грудні 1927 — 30 серпня 1928 року — член правління та заступник керуючого Китайсько-Східної залізниці в місті Харбіні.
18 грудня 1927 року, на XV з'їзді ВКП(б), серед 75 «активних діячів троцькістської опозиції» був виключений з партії. Після з'їзду заявив про відхід від опозиції і в 1928 році відновлений у ВКП(б).
Помер 30 серпня 1928 року в Харбіні (Китай). Згідно з однією версією, загинув в автомобільній катастрофі, за іншою — покінчив життя самогубством. Похорон відбувся в Ленінграді, на Марсовому полі, під час поховання Петропавлівська фортеця зробила артилерійський салют. У середині 1930-х років надгробок на Марсовому полі був ліквідований.

## Нагороди
- два ордени Червоного Прапора (1920, 1926)
- орден Трудового Червоного Прапора (?)